# خاریتونوو
خاریتونوو (به لاتین: Kharitonovo) یک منطقهٔ مسکونی در روسیه است که در سرزمین آلتای واقع شده‌است.